# Mordella nigricornis
Mordella nigricornis es una especie de coleóptero de la familia Mordellidae.